# Dorotheenstadt

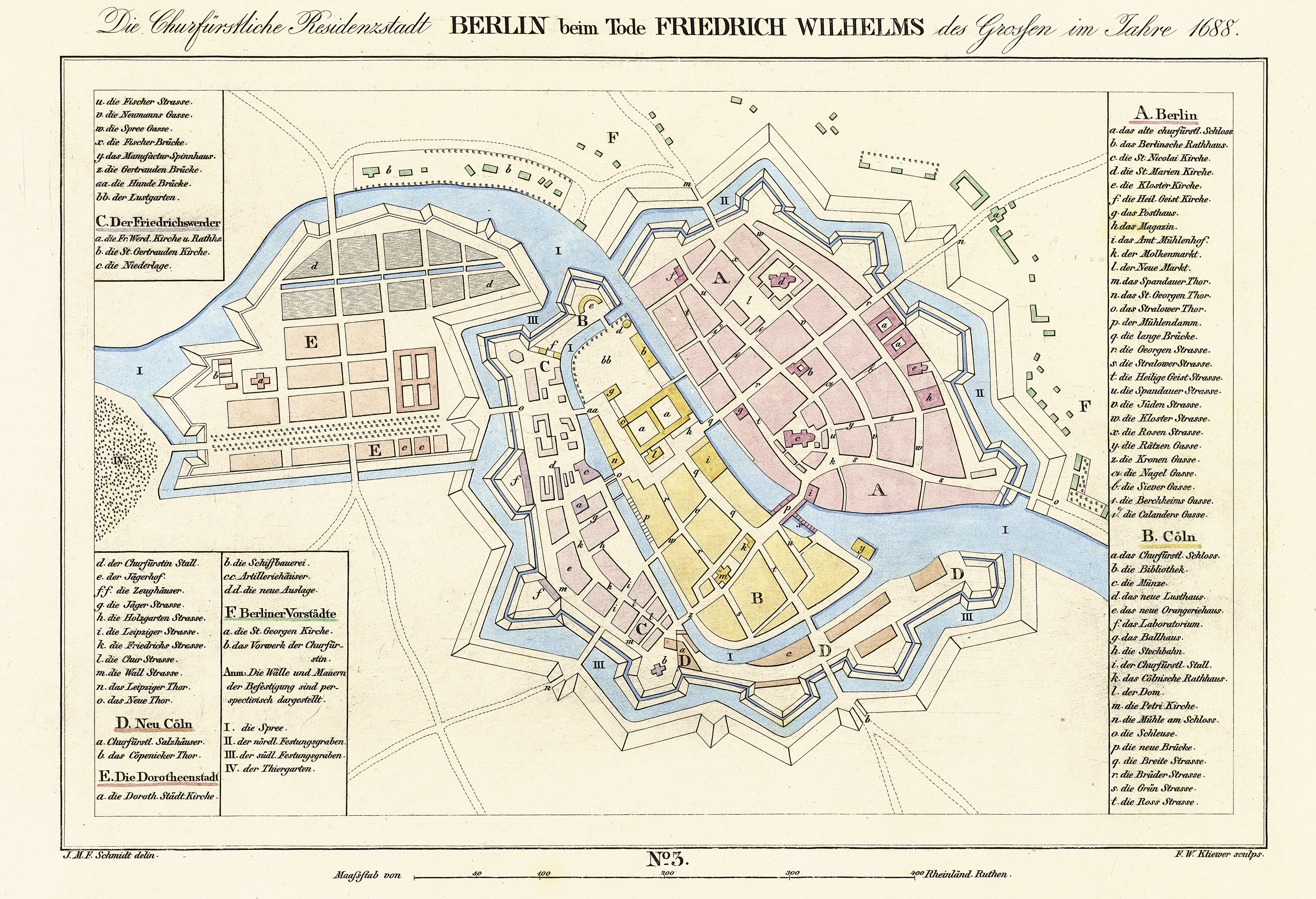
Dorotheenstadt mit „E“ markiert, 1688

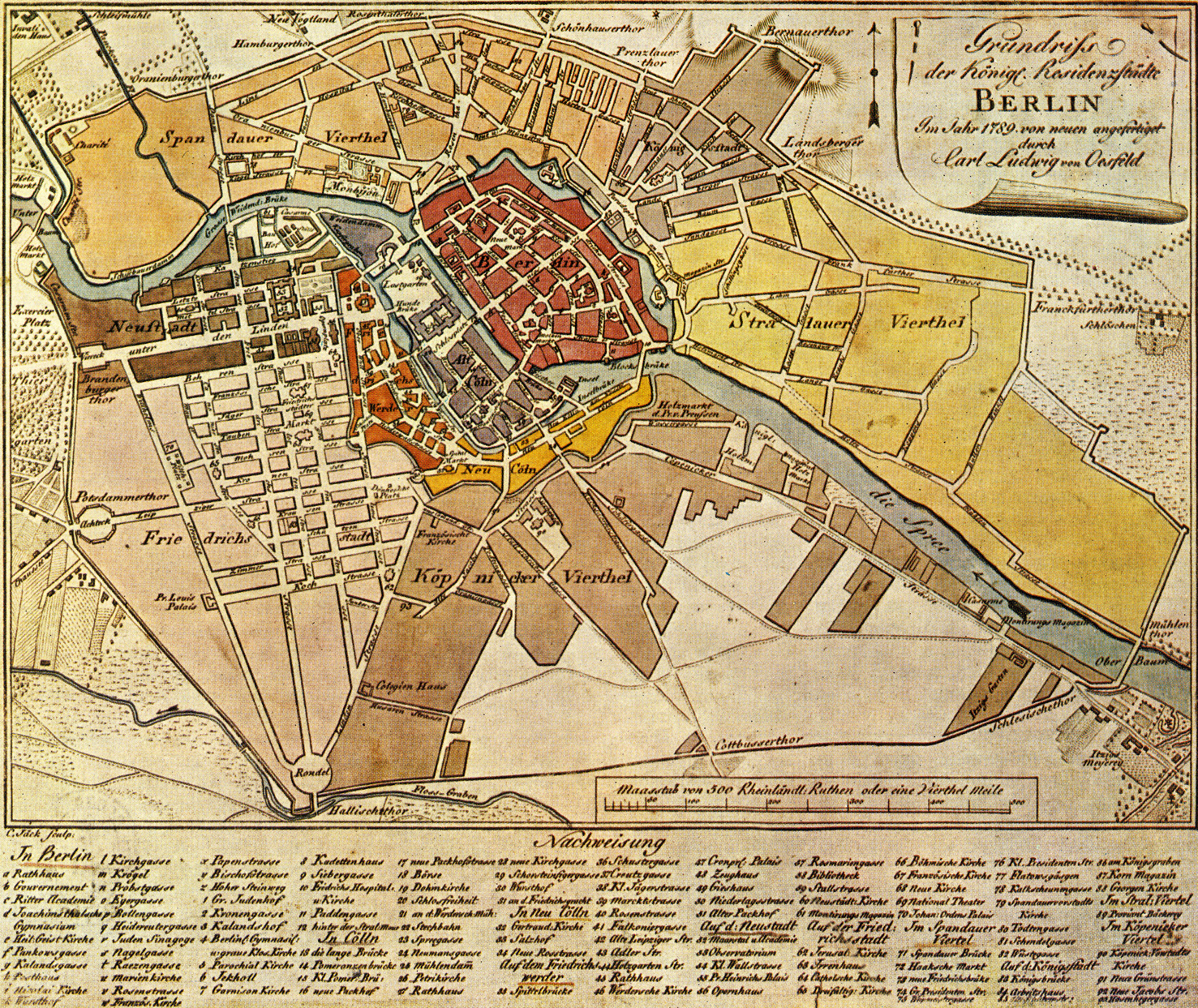
Dorotheenstadt als „Neustadt“ markiert, 1789

Die Dorotheenstadt ist ein historischer Stadtteil im heutigen Berliner Ortsteil Mitte. Sie wurde 1674 gegründet und erhielt 1681 ihren Namen nach der Kurfürstin Dorothea.

## Geographie
Die Dorotheenstadt wird begrenzt durch die Ebertstraße im Westen, die Spree im Norden, den Kupfergraben im Nordosten, die Dorotheenstraße und der Verlauf des ehemaligen Festungsgrabens bzw. Lindentunnels im Osten sowie die Behrenstraße im Süden.
Sie ist über die Marschallbrücke und die Weidendammer Brücke mit der Friedrich-Wilhelm-Stadt verbunden. Die Ebertbrücke und Monbijoubrücke führen zur Spandauer Vorstadt. Im Süden grenzt die Dorotheenstadt an die Friedrichstadt.

## Geschichte
Im Jahr 1670 schenkte der Große Kurfürst Friedrich Wilhelm seiner zweiten Gemahlin Dorothea Sophie von Schleswig-Holstein-Sonderburg-Glücksburg das zwischen der Berliner Festungsmauer und dem Großen Tiergarten gelegene Cöllnische Vorwerk Tiergarten. Für das zunächst Neustadt genannte Gebiet wurde ein Bebauungsplan nach den Plänen von Joachim Ernst Blesendorf mit einem streng rechtwinkligen Straßennetz festgelegt, im Norden begrenzt von der Georgenstraße und im Westen von der Schadowstraße; die südliche Grenze bildete die Behrenstraße. 1673 ließ die geschäftstüchtige Kurfürstin das Gelände parzellieren, um die Parzellen anschließend zu verpachten. Am 2. Januar 1674 erhielt die Neustadt das kurfürstliche Stadtprivileg und 1681 wurde sie zu Ehren der Kurfürstin Dorothea in Dorotheenstadt umbenannt. 1687 wurde auf dem heutigen Neustädtischen Kirchplatz zwischen Dorotheen- und Mittelstraße die Dorotheenstädtische Kirche fertiggestellt. 1710 wurde die Dorotheenstadt mit den bis dahin ebenfalls eigenständigen Städten Berlin, Kölln, Friedrichswerder und Friedrichstadt zur „Königlichen Haupt- und Residenzstadt Berlin“ vereinigt und im weiteren Verlauf des 18. Jahrhunderts bis zur Spree im Norden sowie bis zum heutigen Brandenburger Tor im Westen  erweitert. Neben dem gediegenen und vornehmen Bereich Unter den Linden entwickelte sich seit der Eröffnung der Berliner Stadtbahn im Jahr 1882 rund um den Bahnhof Friedrichstraße ein pulsierendes Großstadtleben. Die Einwohnerzahl betrug 20.144 im Jahr 1867 und 11.558 im Jahr 1910.
Mit dem Gesetz über die Bildung einer neuen Stadtgemeinde Berlin (Groß-Berlin-Gesetz) wurde 1920 die Dorotheenstadt in den neugeschaffenen Bezirk Mitte eingegliedert. Nach schweren Zerstörungen im Zweiten Weltkrieg wurden zu DDR-Zeiten viele historische Bauten, unter anderem das Palais des Prinzen Heinrich (Hauptgebäude der Humboldt-Universität), die Staatsoper Unter den Linden und die Alte Bibliothek wiederaufgebaut, die Ruine der Dorotheenstädtischen Kirche hingegen 1965 abgerissen. Seit der deutschen Wiedervereinigung wurde auch die Bebauung der westlichen Dorotheenstadt rund um den Pariser Platz wieder vervollständigt.

## Politik

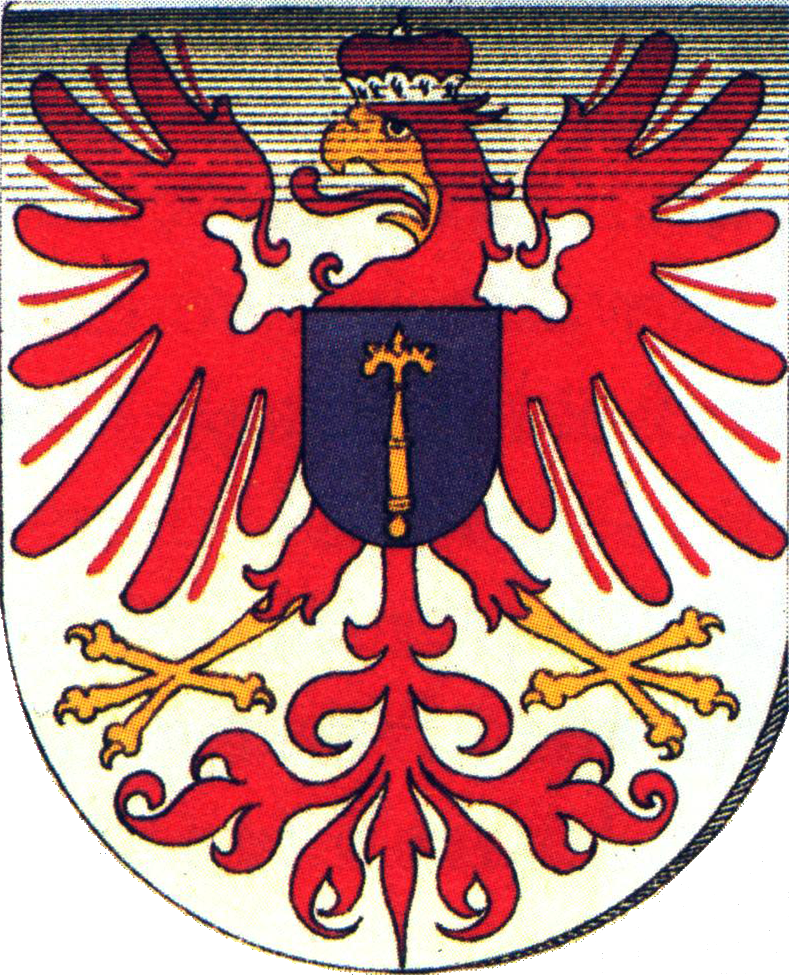
Wappen der Dorotheenstadt

### Bürgermeister (1690–1709)
Seit 1680 besaß die Dorotheenstadt zwei gleichberechtigte Bürgermeister. 1690 wurden Rambonet und Schultesius zu den ersten Bürgermeistern bestellt. 1698 wurde Jean Fournol zum dritten Bürgermeister ernannt und rückte nach dem Wegzug von Rambonet zum zweiten Bürgermeister auf. 1709 fielen die Ämter der Bürgermeister durch die Vereinigung mit Berlin weg.

### Wappen
Das ehemalige Wappen der Dorotheenstadt zeigt den nach rechts blickenden roten brandenburgischen Adler mit der Krone des Kurfürsten. Auf der Brust des Adlers sieht man einen blauen Schild mit goldenem Lilienzepter.

### Bundesregierung
In der Dorotheenstraße 84 hat das Presse- und Informationsamt der Bundesregierung seinen Sitz. Es befindet sich auf dem historischen Grundstück der ehemaligen Loge Royal Yorck, auf dem bis 1945 die Villa Kamecke von Schlüter stand und nutzt auch das ehemalige Postscheckamt Berlin Am Reichstagsufer.
Das Jakob-Kaiser-Haus beidseitig der Dorotheenstraße zwischen Wilhelm- und Ebertstraße ist das größte Parlamentsgebäude und beherbergt Büros für Abgeordnete.

### Botschaften
Die großen Industrienationen Europas und die USA haben ihre Botschaften schon seit langer Zeit in der Dorotheenstadt. So residieren am Pariser Platz 2 die Botschaft der Vereinigten Staaten und in der Nummer 5 die Französische Botschaft. In der Wilhelmstraße 70/71 befindet sich die Britische Botschaft und am Boulevard Unter den Linden die Botschaften Russlands (Nrn. 63–65) und Ungarns (Nr. 76). Außerdem befindet sich die Botschaft der Republik Malediven am Pariser Platz 4a.

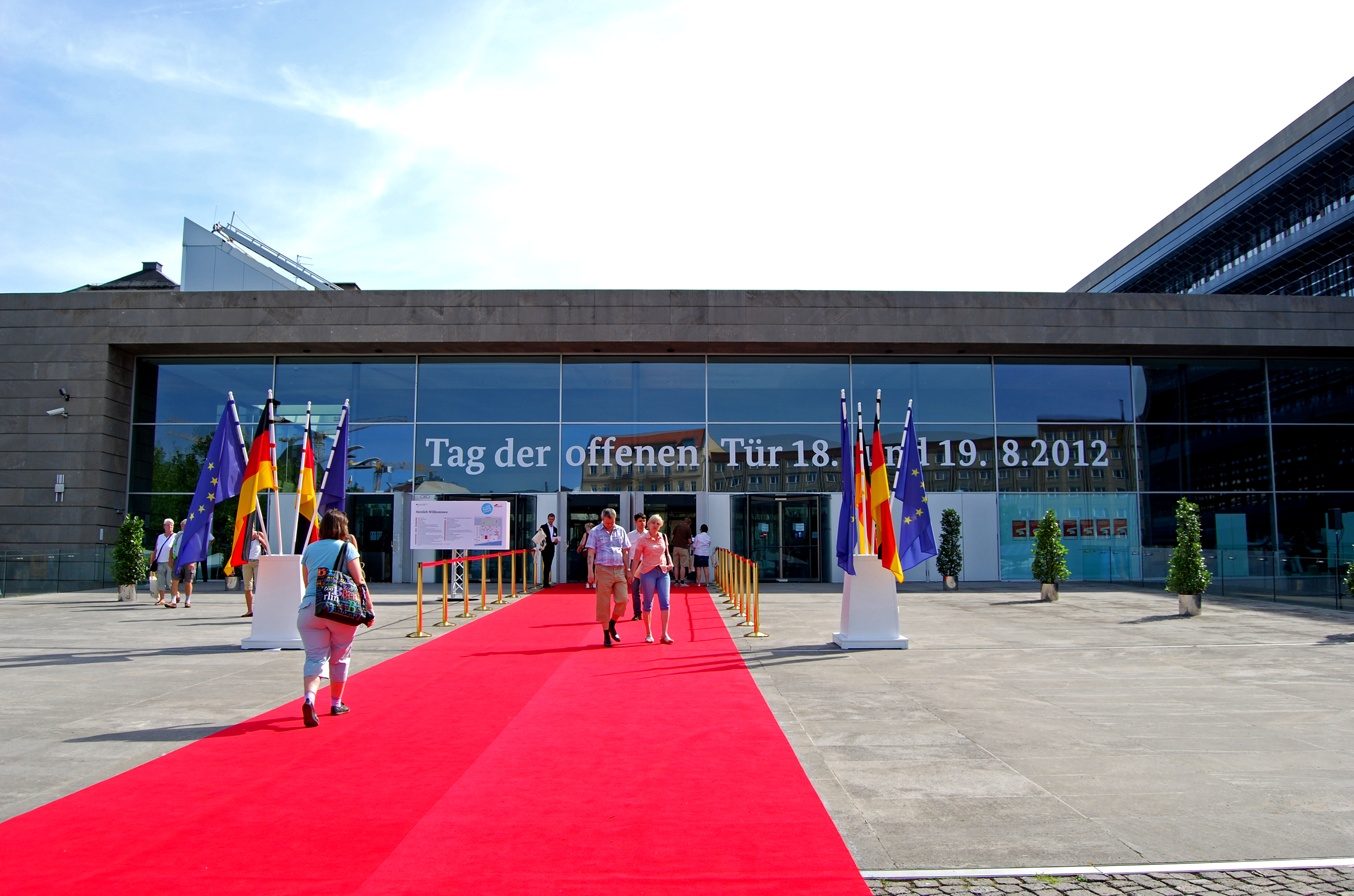
Presse- und Informationsamt der Bundesregierung
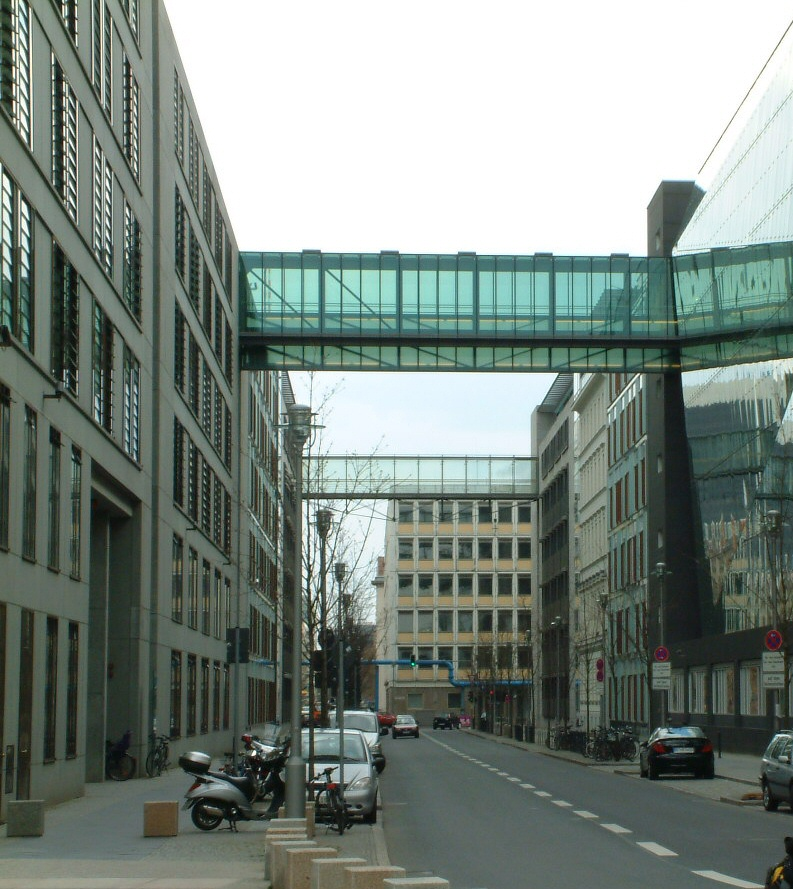
Jakob-Kaiser-Haus
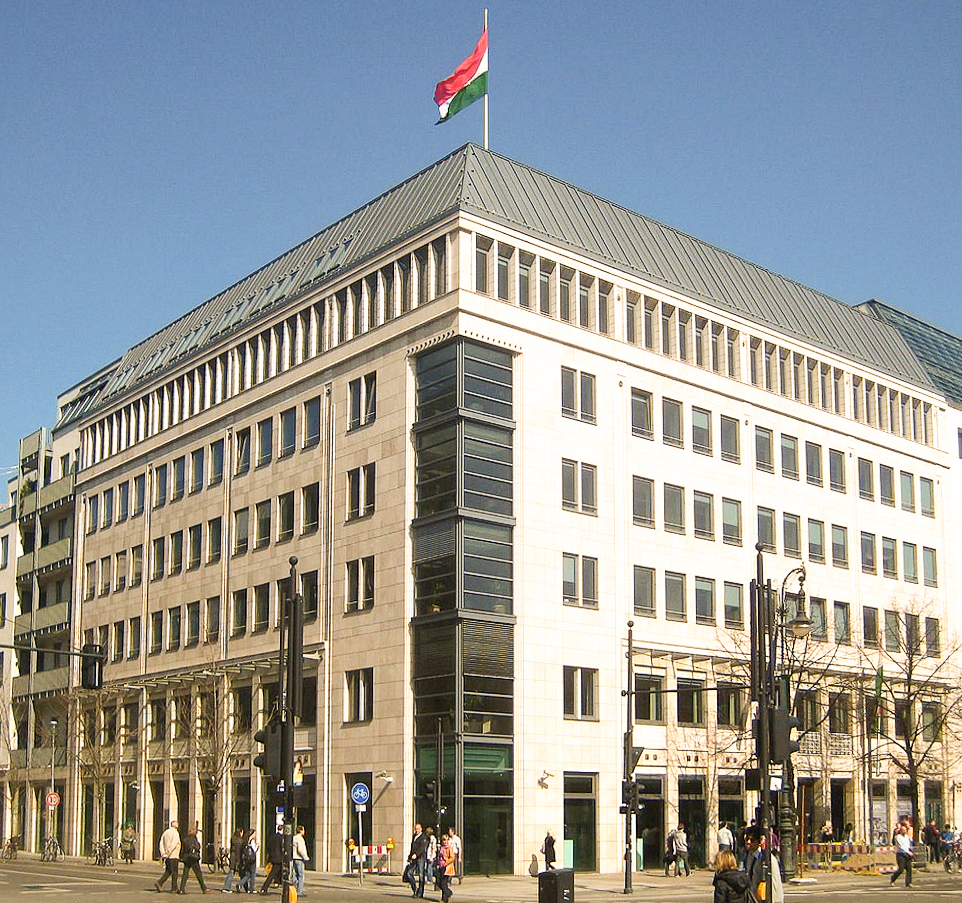
Ungarische Botschaft
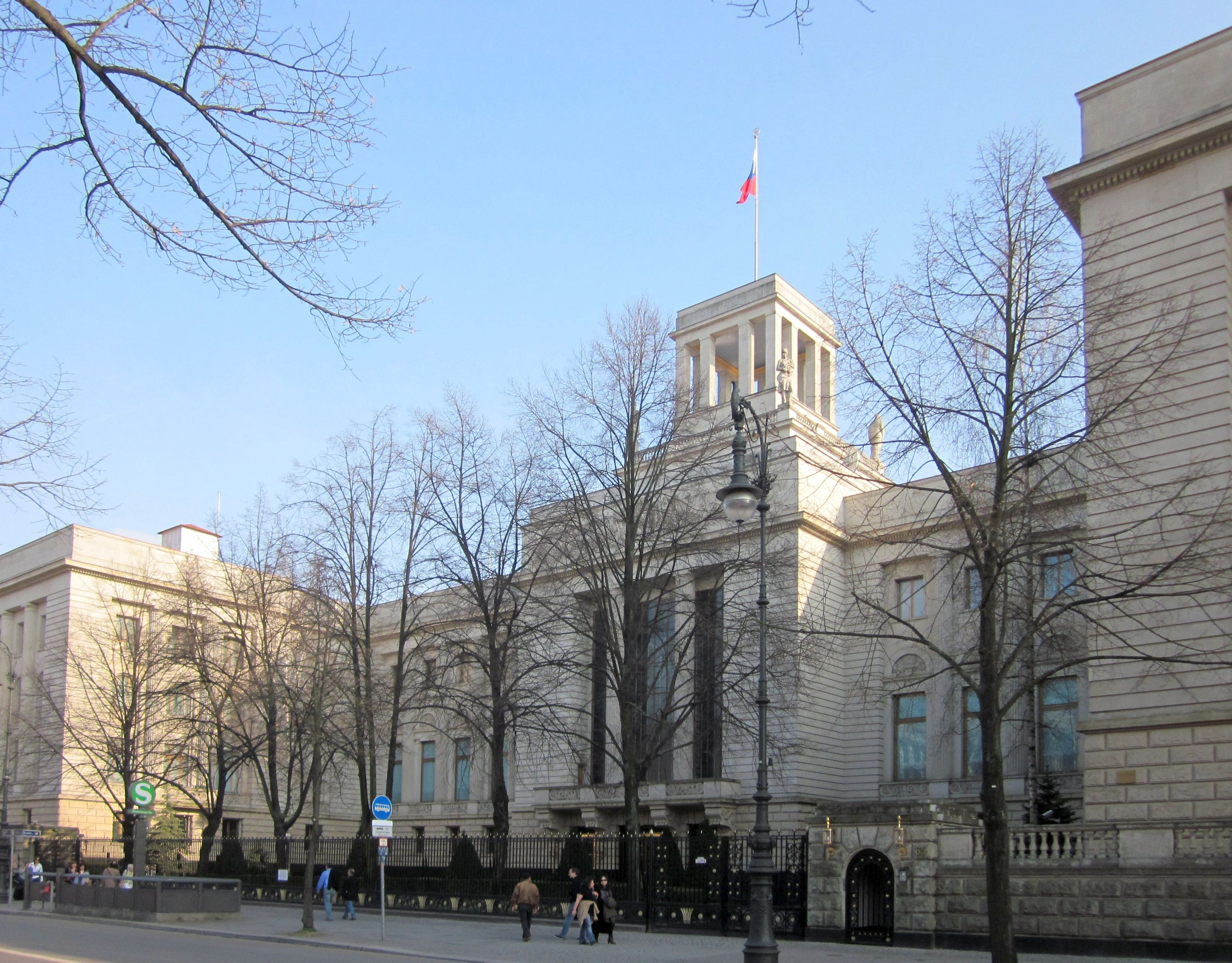
Russische Botschaft

## Wirtschaft

### Medien
Die beiden größten öffentlich-rechtlichen Fernsehanstalten haben in der Dorotheenstadt ihre Berlin-Studios. In der Wilhelmstraße 67a / Ecke Reichstagufer befindet sich das ARD-Hauptstadtstudio und im Zollernhof, Unter den Linden 36–38, residiert das ZDF-Hauptstadtstudio.
In den Jahren 2000–2003 errichteten die Bertelsmann AG und Bertelsmann Stiftung ihre Hauptstadt-Repräsentanz Unter den Linden 1, als Rekonstruktion der im Zweiten Weltkrieg zerstörten Alten Kommandantur.

## Wissenschaft und Bildung
Die Dorotheenstadt ist ein traditioneller Standort für diverse Bildungseinrichtungen.

### Universitäten
Im ehemaligen Palais des Prinzen Heinrich, Unter den Linden 6 residiert seit 1809 die heutige Humboldt-Universität.
Ab 2022 öffnet die Privatuniversität Hertie School of Governance im Gebäudekomplex Dorotheenstraße 96 seine Pforten.

### Bibliotheken
Die Staatsbibliothek, Unter den Linden 8, hat ihre Wurzeln in der Königlichen Bibliothek, die ihren Sitz ursprünglich in der „Kommode“ am heutigen Bebelplatz hatte. Seit Jahrzehnten dauern die Sanierungsarbeiten am denkmalgeschützten Gebäude des Standortes Unter den Linden an. 2013 wurde der wieder aufgebaute zentrale große Lesesaal wiedereröffnet.
Nördlich der Stadtbahn, In der Geschwister-Scholl-Straße 1–3 befindet sich das Jacob-und-Wilhelm-Grimm-Zentrum, die 2009 fertiggestellte Universitätsbibliothek der Humboldt-Universität.

### Weitere Bildungsorte
Im Marstallgebäude, dem Vorgängerbau der Staatsbibliothek, hatte an der Dorotheen-/Ecke Charlottenstraße die ersten Berliner Sternwarte ihren Standort.

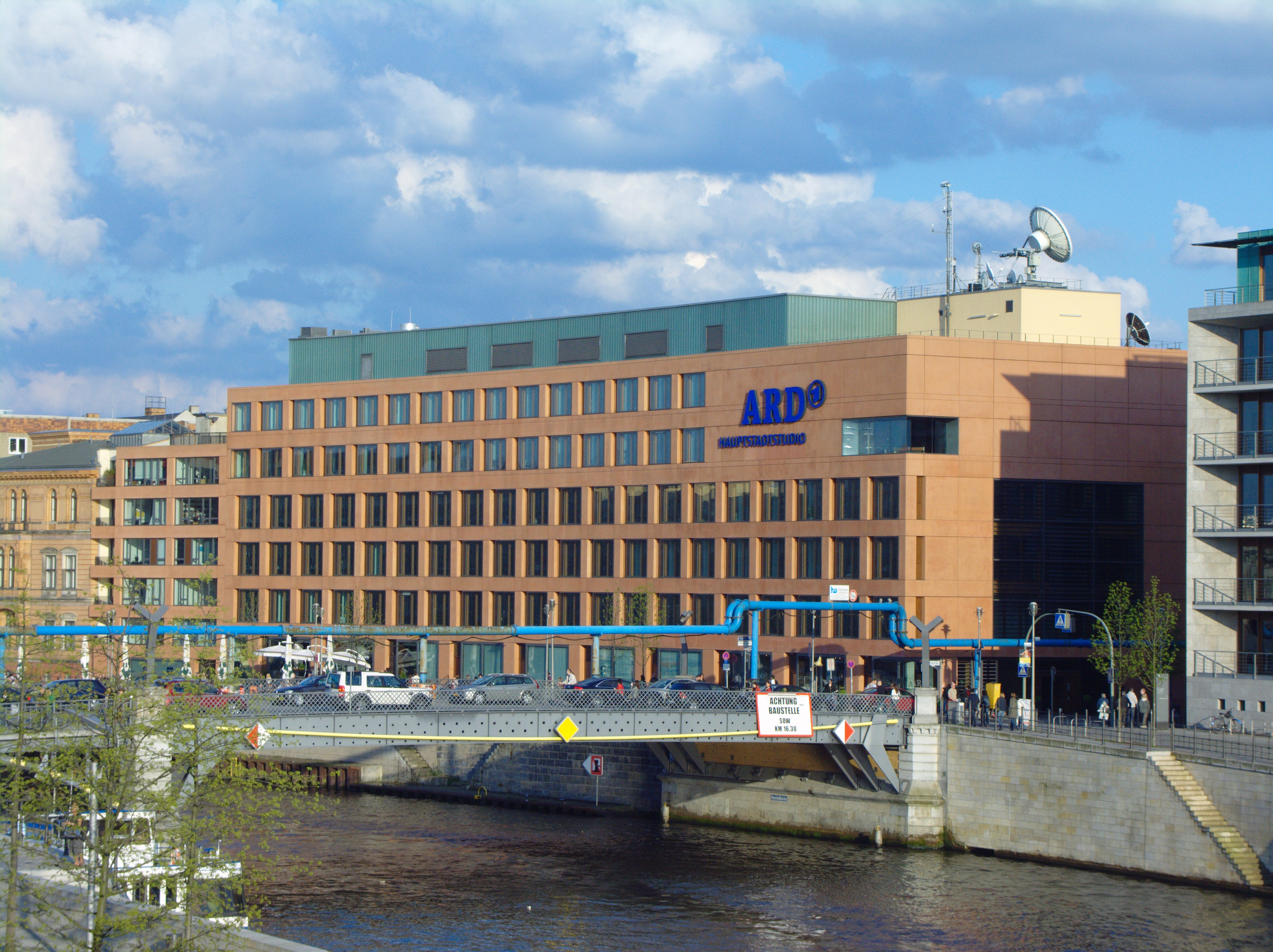
ARD-Hauptstadtstudio
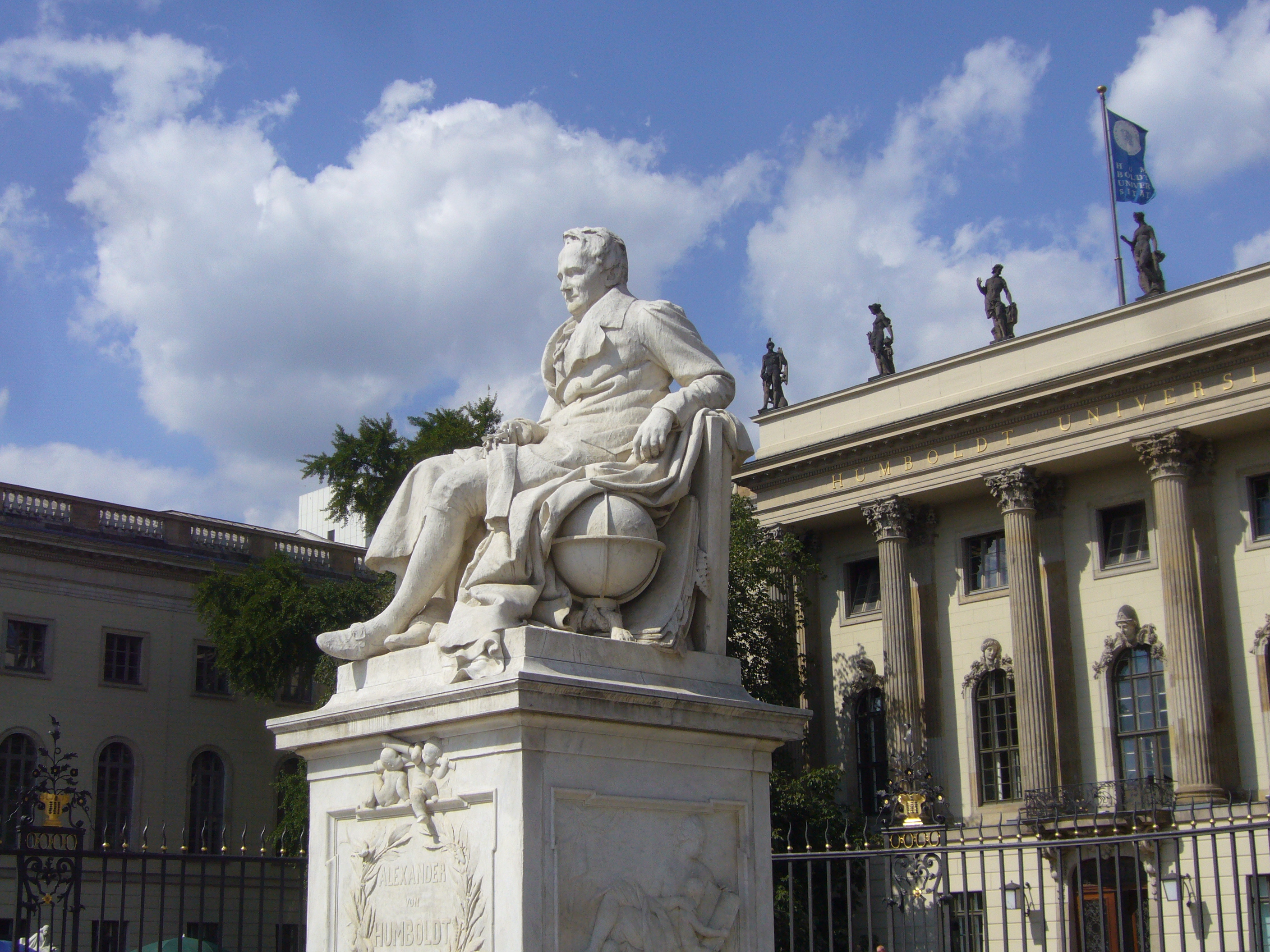
Humboldt-Universität mit Denkmal Alexander von Humboldts
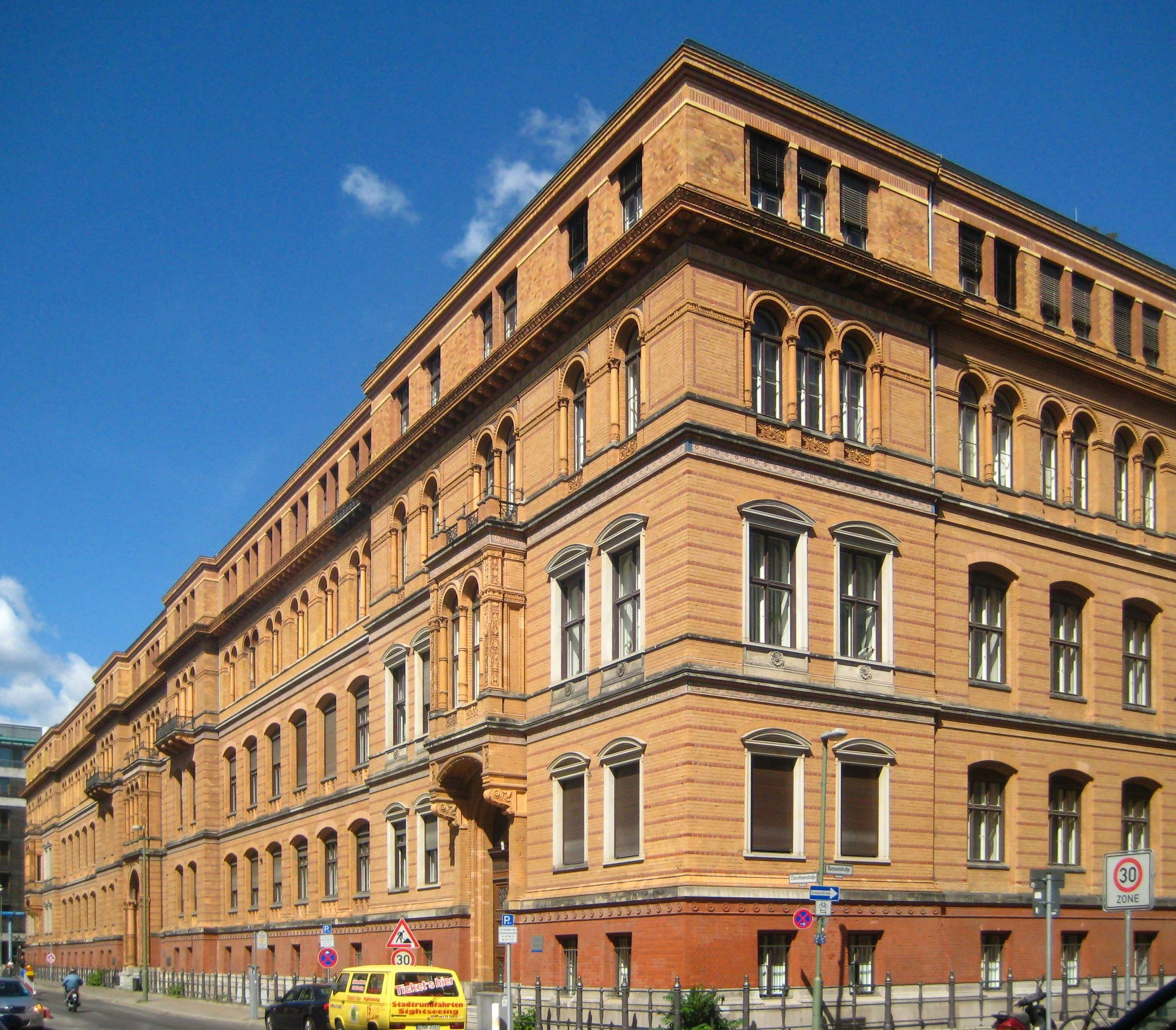
Hertie School of Governance, seit 2022
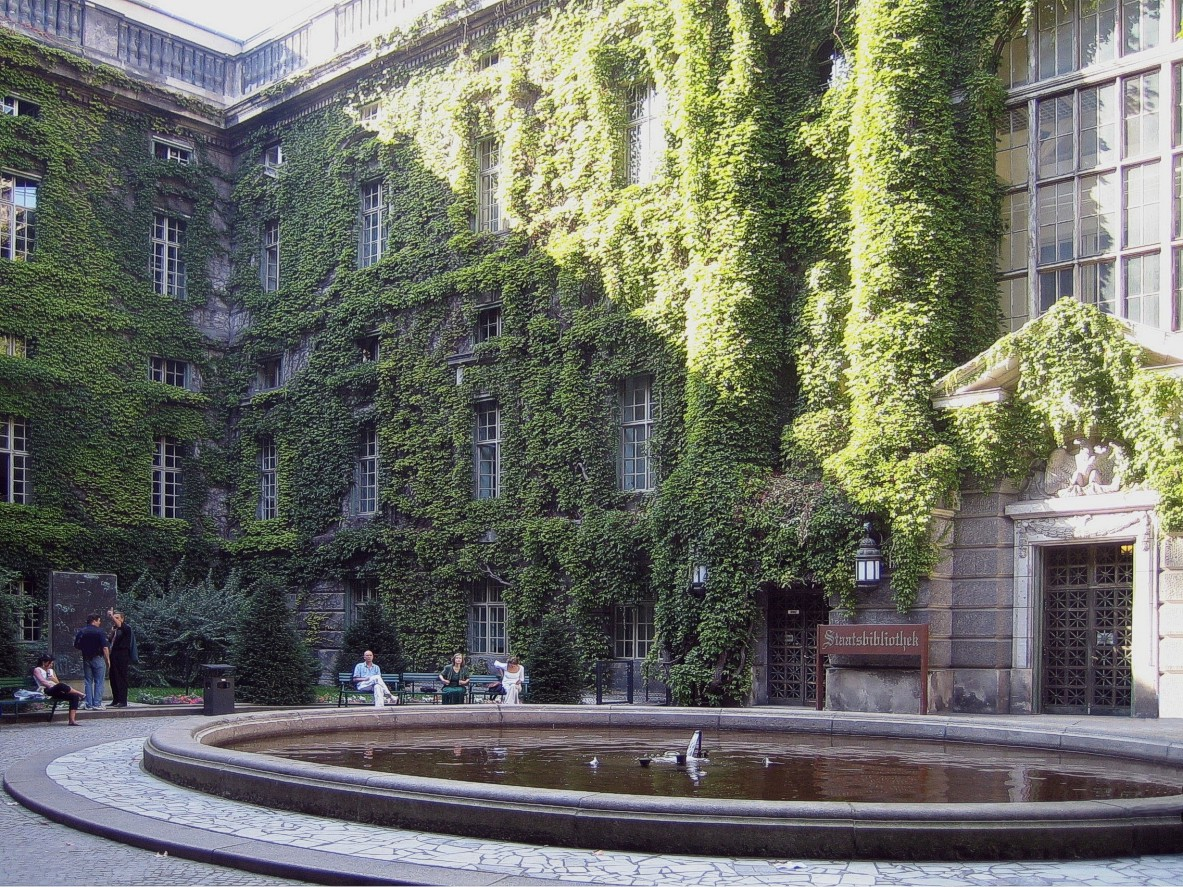
Staatsbibliothek Unter den Linden, Hof

## Kultur und Sehenswürdigkeiten

### Theater
Die Staatsoper Unter den Linden 7 hat ihren Ursprung in der 1742 eröffneten königlichen Oper. Der Ursprungsbau stammt von Knobelsdorff, wurde aber vielfach umgebaut und verändert – zuletzt durch Erhöhung der Saaldecke im Zuschauerraum und Umbauten im Bühnenturm in den Jahren 2010–2017.
In der Behrenstraße 55–57 gibt es die Komische Oper. In diesem Haus befand sich bis 1945 das Metropoltheater.
Der Admiralspalast Friedrichstraße 101 beherbergte anfangs das Admiralsbad und eine Eis-Arena. Letztere wurde später zum Theater umgebaut und war ab 1955 Ersatzquartier für das Metropoltheater. Nach dessen Abwicklung 1997 drohte kurzzeitig der Abriss, bevor nach langem Leerstand das Haus 2005 als Admiralspalast wiedereröffnet wurde.

### Weitere Kulturorte
Am Pariser Platz hat seit 1907 mit Unterbrechungen die Akademie der Künste ihren Sitz. In der Dorotheenstraße 12 befindet sich das Collegium Hungaricum Berlin.

### Besondere Bauten

#### Nicht mehr vorhandene Bauten
Bei der Anlage der Neuen Wilhelmstraße im Jahr 1822 durch den Grundstücksspekulanten Schumann bekam der Besitzer des Hauses Nummer 76, das auf der zukünftigen Straßeneinmündung stand, als Ersatz ein höheres und größeres, in dessen Erdgeschoss Schinkel einen von Kolonnaden gesäumten Durchgang gestaltete. Es bestand bis zum Ende des 19. Jahrhunderts. Dann wurde das Bauteil über der Straße abgebrochen. Schließlich mussten auch die verbliebenen Randbauten neuen Eckhäusern weichen.

#### Denkmalgeschützte Bauten

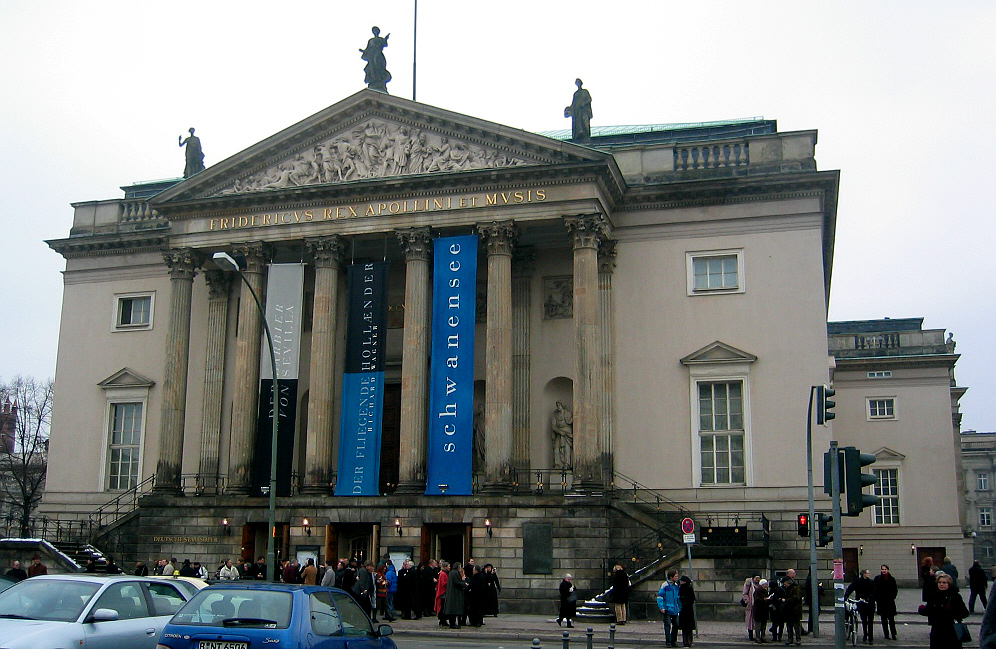
Staatsoper Unter den Linden
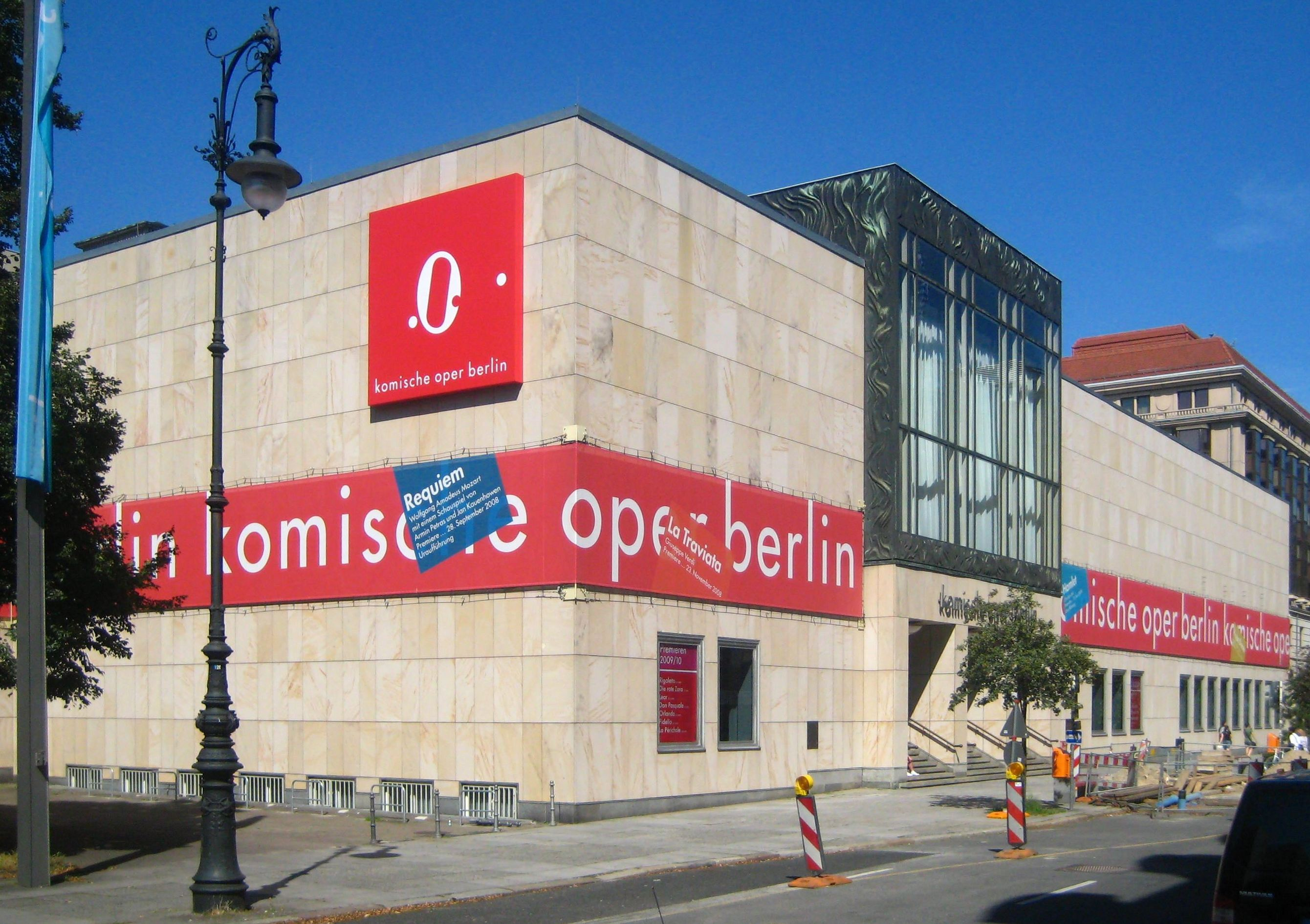
Komische Oper
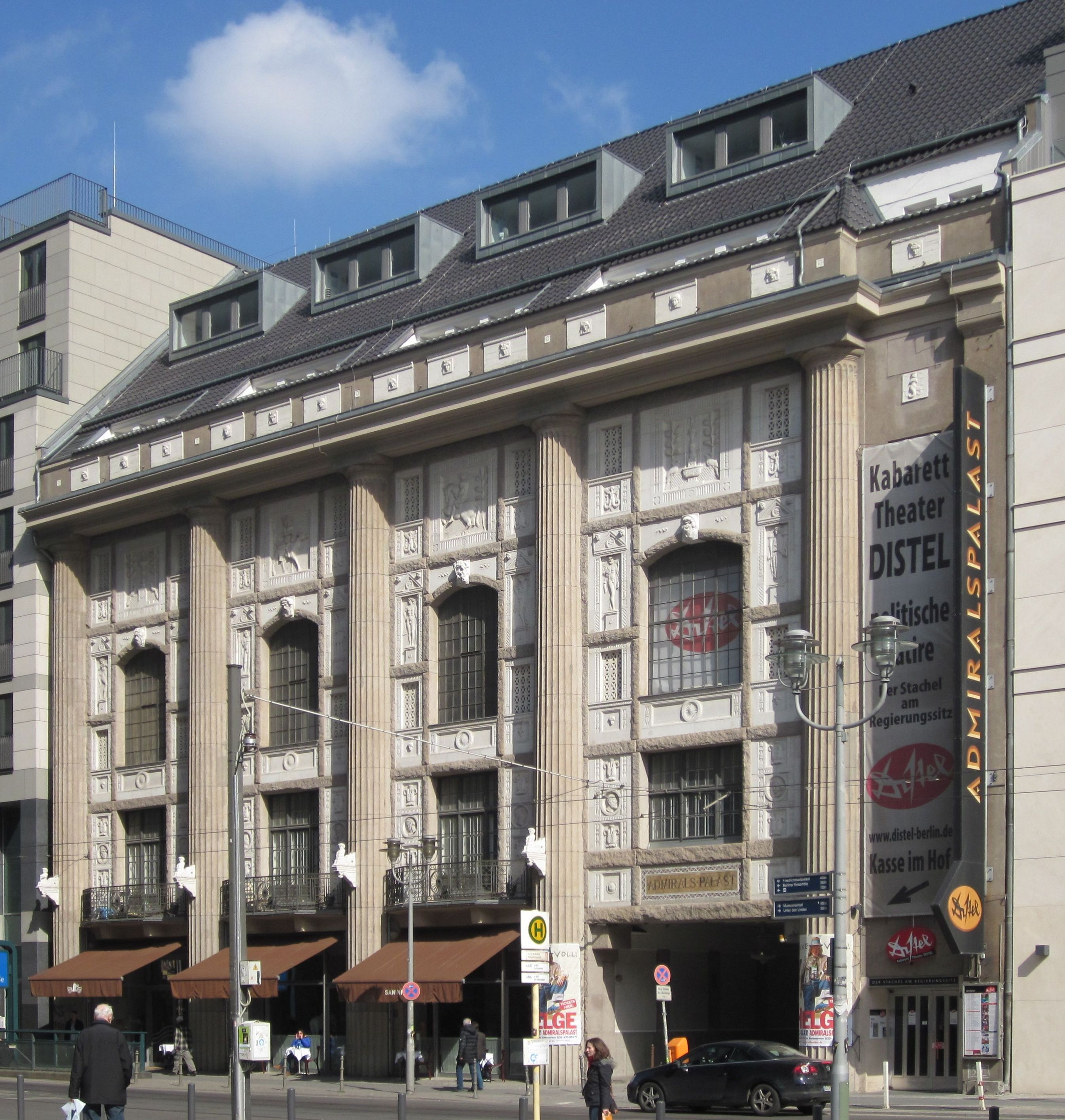
Admiralspalast
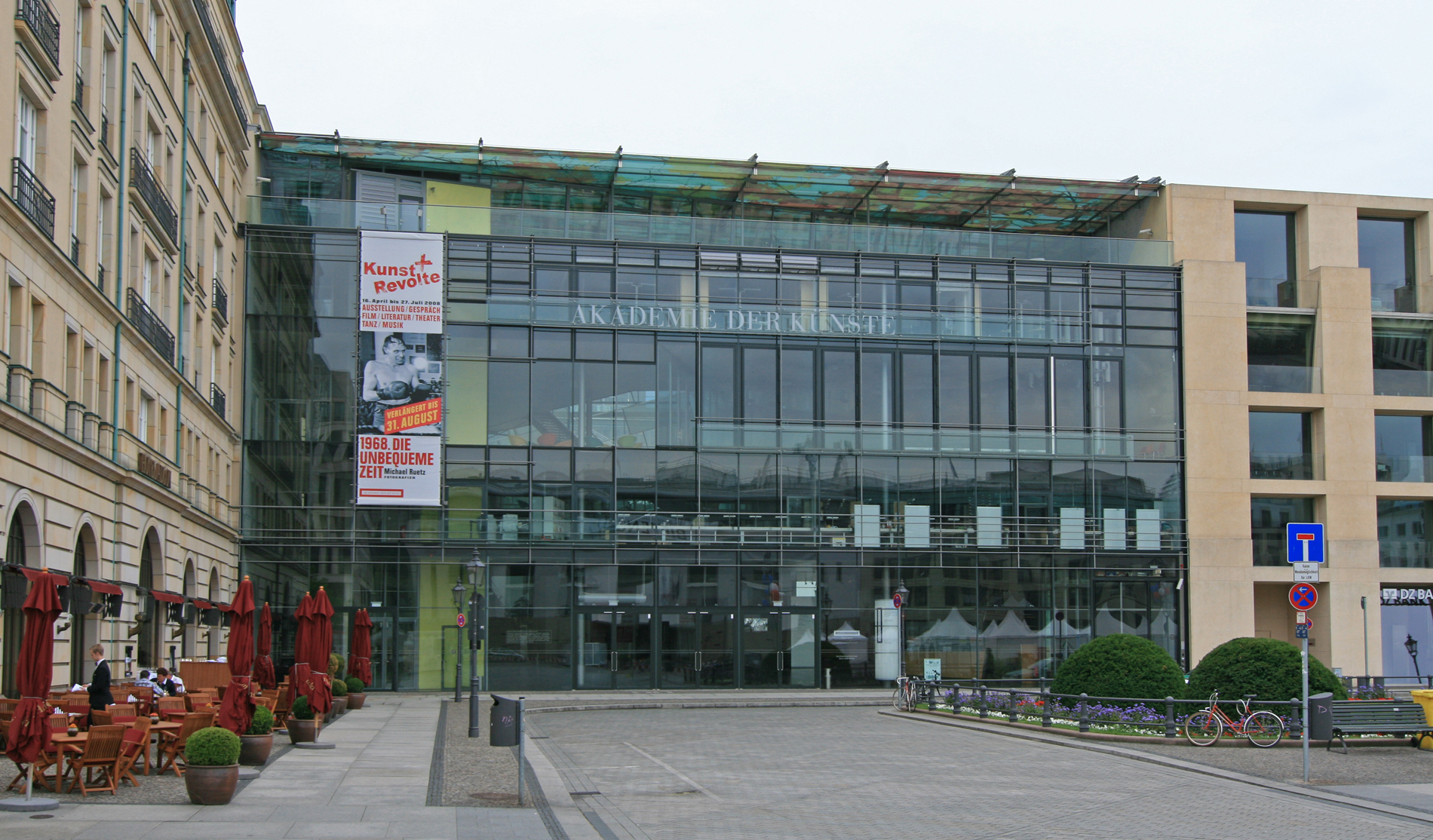
Akademie der Künste